# Brongniartia foliolosa
Brongniartia foliolosa är en ärtväxtart som beskrevs av William Botting Hemsley. Brongniartia foliolosa ingår i släktet Brongniartia och familjen ärtväxter. Inga underarter finns listade i Catalogue of Life.